# Пјетрадефузи (Авелино)
Пјетрадефузи (итал. Pietradefusi) је насеље у Италији у округу Авелино, региону Кампанија.
Према процени из 2011. у насељу је живело 1054 становника. Насеље се налази на надморској висини од 384 м.

## Становништво
Према резултатима пописа становништва 2011. у општини је живело 2.375 становника.
| 1931. | 1936. | 1951. | 1961. | 1971. | 1981. | 1991. | 2001. | 2011. |
| ----- | ----- | ----- | ----- | ----- | ----- | ----- | ----- | ----- |
| 3.535 | 3.688 | 4.081 | 3.274 | 3.110 | 2.526 | 2.774 | 2.551 | 2.375 |